# Acomodació (ull)

La llum procedent d'un objecte llunyà i un altre proper incideix en el mateix punt de la retina gràcies al canvi en la curvatura del cristal·lí

Es coneix com a acomodació al procés pel qual el cristal·lí permet a l'ull enfocar objectes i, en cas que variï la distància respecte a aquests objectes, mantenir l'enfocament.
Aquest fenomen es produeix a causa que, en el seu estat relaxat, l'ull està preparat per enfocar objectes llunyans, que es troben a la distància màxima de l'ull per la qual podem veure una imatge clara d'un objecte. Per enfocar qualsevol objecte que es trobi entre aquesta distància màxima i la distància mínima d'enfocament l'ull fa un procés d'acomodació.
Darrere la pupil·la hi ha el cristal·lí, una lent natural biconvexa, de la qual la curvatura varia en funció de l'acció dels músculs cil·liars. Aquest canvi de curvatura fa canviar la distància focal i, de la mateixa manera, la convergència dels raigs de llum. Aquest procés de variació és el que anomenem acomodació i té com a única finalitat la formació i l'enfocament exacte i nítid de la imatge en el fons de l'ull.
Aquest enfocament dels raigs de llum sobre el fons es fa de manera diferent en les òptiques de les càmeres fotogràfiques. En aquest cas, es modifica la distància focal canviant la distància entre la lent i el negatiu. Alguns peixos fan servir procediments semblants per aconseguir la seva acomodació visual.
L'acomodació acostuma a tenir lloc com un acte reflex, part del reflex d'acomodació-convergència, però també pot ser controlada conscientment. Aquest procés de variació del poder òptic s'aconsegueix mitjançant dues formes diferents en vertebrats:
- En mamífers, ocells i rèptils es produeix un increment del gruix i la curvatura de les superfícies del cristal·lí gràcies a la contracció del múscul ciliar. En humans, aquesta acomodació pot suposar un canvi focal de fins a 15 diòptries.
- En peixos i amfibis es produeix un canvi de la distància de la lent rígida del cristal·lí respecte a la retina.

Ha límits d'acomodació de la imatge, per la qual cosa, fins i tot amb una acomodació màxima del cristal·lí la imatge pot sortir-se de focus i veure's borrosa. La distància més propera a la qual es pot veure amb claredat un objecte, amb una acomodació completa, s'anomena punt proper. L'ull humà jove pot enfocar objectes des de l'infinit fins a una distància o punt proper de només 6,5 cm de l'ull. Aquest canvi dramàtic en la força focal de l'ull es produeix a conseqüència de la reducció de la tensió zonal induïda per la contracció de la musculatura ciliar. Aquest procés es pot produir en tan sols 350 mil·lisegons.

## Presbícia

Les corbes clàssiques de Duane mostren la variació de l'amplitud d'acomodació en relació amb l'edat.

L'ull humà infantil té un gran poder d'acomodació i en edats primerenques pot arribar fins a les 10 diòptries, podent enfocar correctament fins a un màxim de 10 cm, amb valor mitjà d'uns 7 cm. La capacitat d'acomodació ocular va disminuint amb l'edat, encara que això només s'adverteix de forma manifesta a partir de la quarta o cinquena dècada de la vida.
Quan l'amplitud d'acomodació disminueix de manera que el punt proper de l'ull és més llunyà que la distància de lectura el pacient en qüestió pateix de presbícia, i molt probablement necessitarà ulleres per a la lectura o lents bifocals.
La disminució de l'acomodació relacionada amb l'edat es produeix de manera gairebé universal; en una persona de 45 a 50 anys s'estima que arriba a menys de 2 diòptries i en una de 70 anys pot arribar a menys d'1 diòptria. Aquesta disminució de l'acomodació en relació amb l'edat es resumeix gràficament a les corbes de Duane.
Una vegada que es produeix la presbícia, aquells que són emmetrops (no necessiten correcció òptica per a la visió a distància) necessitaran una ajuda òptica per a la visió pròxima; aquells que són miops (i requereixen una correcció òptica per a la visió a distància), trobaran que es veuen millor a prop sense la seva correcció a distància; i aquells que pateixen hipermetropia (necessiten correcció òptica per a la visió propera) trobaran que poden necessitar una correcció tant per a la visió a distància com per a la visió pròxima. Tots aquests efectes són més notables amb l'edat.